# 스페셜스

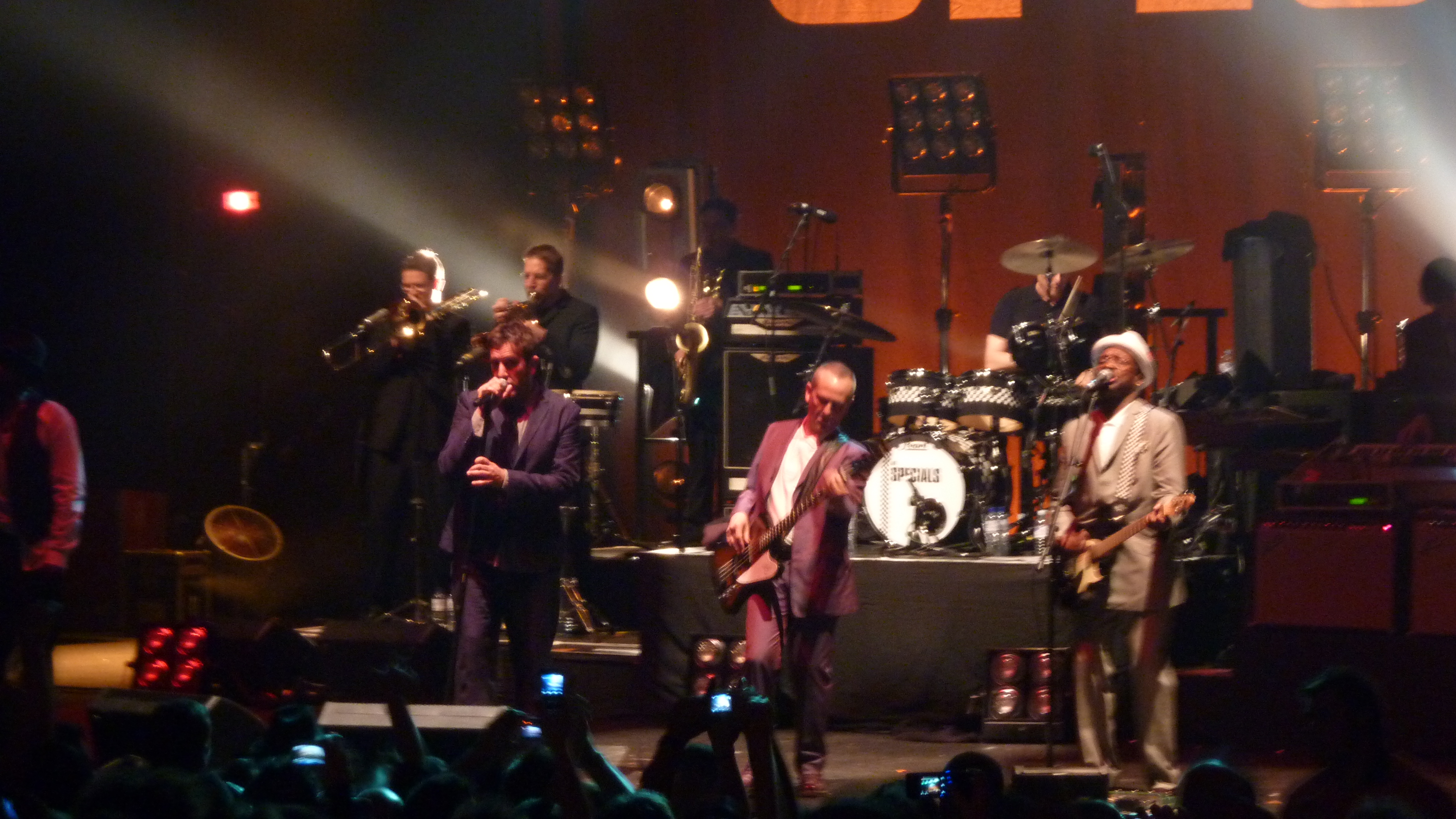
2009년 런던의 더 스페셜스 공연 (30주년 투어의 일부)

더 스페셜스(The Specials, The Special AKA)는 1977년 영국의 코번트리에서 결성한 영국의 2 톤 스카 부활 밴드이다. 1979년에 "Too Much Too Young"이라는 곡으로 영국에서 1위를 달성했다. 1981년에 "Ghost Town"이라는 싱글 또한 영국 싱글 차트에서 1위를 하였다.

## 음반 목록
- The Specials (1979년)
- More Specials (1980년)
- In the Studio (1984년)
- Today's Specials (1996년)
- Guilty 'til Proved Innocent! (1998년)
- Skinhead Girl (2000년)
- Conquering Ruler (2001년)